# 人类元素
《人类元素》是由前Infinity Ward工作室创意策略师Robert Bowling带领Robotoki团队开发的一款生存类型的游戏，预计将会在2015年正式发售，将登陆Windows、Xbox One、PlayStation 4以及移动平台。Robert Bowling说：「这款游戏的目标就是生存，恐怖的僵尸给幸存下来的人们传递了一种莫名的不合常理的恐惧，为了生存下去，人们往往作出一些有违道德的事情」。人类元素角色里可以选择三种不同的职业：动作类、智能类、隐匿类，还可以选择不同的身份进行游戏。比如单人生存游戏、合作游戏、以一个年轻孩子进行游戏。游戏开发者接受采访说到：“这款游戏中根据玩家性别、身份、位置、还有使用的游戏设备不同，这些设定都是在动态改变的。这就是这款游戏骄傲的地方”，“如果你在现实中的某个地方用了手机签到，你就已经搜索到游戏中的某个地方的物资，只要有GPS地图数据的地方，我们都能做到这一点。”
美国时间2015年1月20日，Robotoki宣布因为资金问题关闭工作室，《人类元素》停止开发。